# Microdontomerus gallicolus
Microdontomerus gallicolus är en stekelart som beskrevs av Zerova och Seryogina 1999. Microdontomerus gallicolus ingår i släktet Microdontomerus och familjen gallglanssteklar.
Artens utbredningsområde är Ukraina. Inga underarter finns listade i Catalogue of Life.